# Artos de El Ejido
Artos de El Ejido este o arie protejată (sit de importanță comunitară — SCI) din Spania întinsă pe o suprafață de 264,45 ha, integral pe uscat.

## Localizare
Centrul sitului Artos de El Ejido este situat la coordonatele 36°45′48″N 2°47′40″W / 36.7633°N 2.7945°V.

## Înființare
Situl Artos de El Ejido a fost declarat sit de importanță comunitară în aprilie 1999 pentru a proteja 6 specii de animale.

## Biodiversitate
Situată în ecoregiunea mediteraneană, aria protejată conține 6 habitate naturale: Matorral arborescenți cu Zyziphus, Tufărișuri halo-nitrofile (Pegano-Salsoletea), Galerii și tufărișuri riverane sudice (Nerio-Tamaricetea și Securinegion tinctoriae), Stepe sărăturate mediteraneene (Limonietalia), Pseudostepă cu ierburi și specii anuale de Thero-Brachypodietea, Tufărișuri termo-mediteraneene și de pre-deșert.
La baza desemnării sitului se află mai multe specii protejate de  păsări (6): pasărea ogorului (Burhinus oedicnemus), ciocârlie-cu-degete-scurte (Calandrella brachydactyla), ciocârlan (Galerida cristata), Galerida theklae, Oenanthe leucura, silvie de tufiș (Sylvia undata).
Pe lângă speciile protejate, pe teritoriul sitului au mai fost identificate 3 specii de plante, 1 specie de amfibieni, 2 specii de reptile.